# Rathaus (Blomberg)

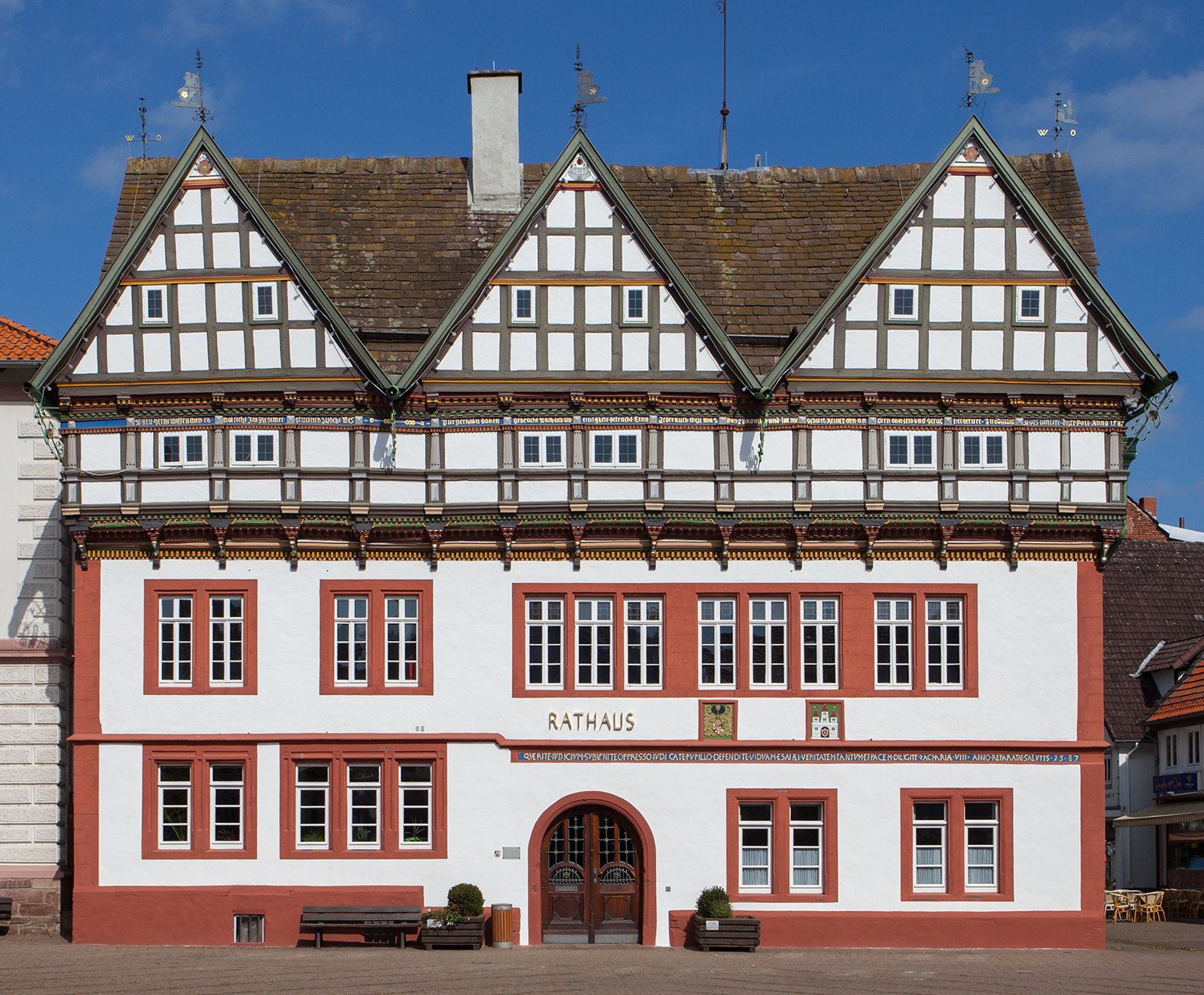
Rathaus in Blomberg, Südseite

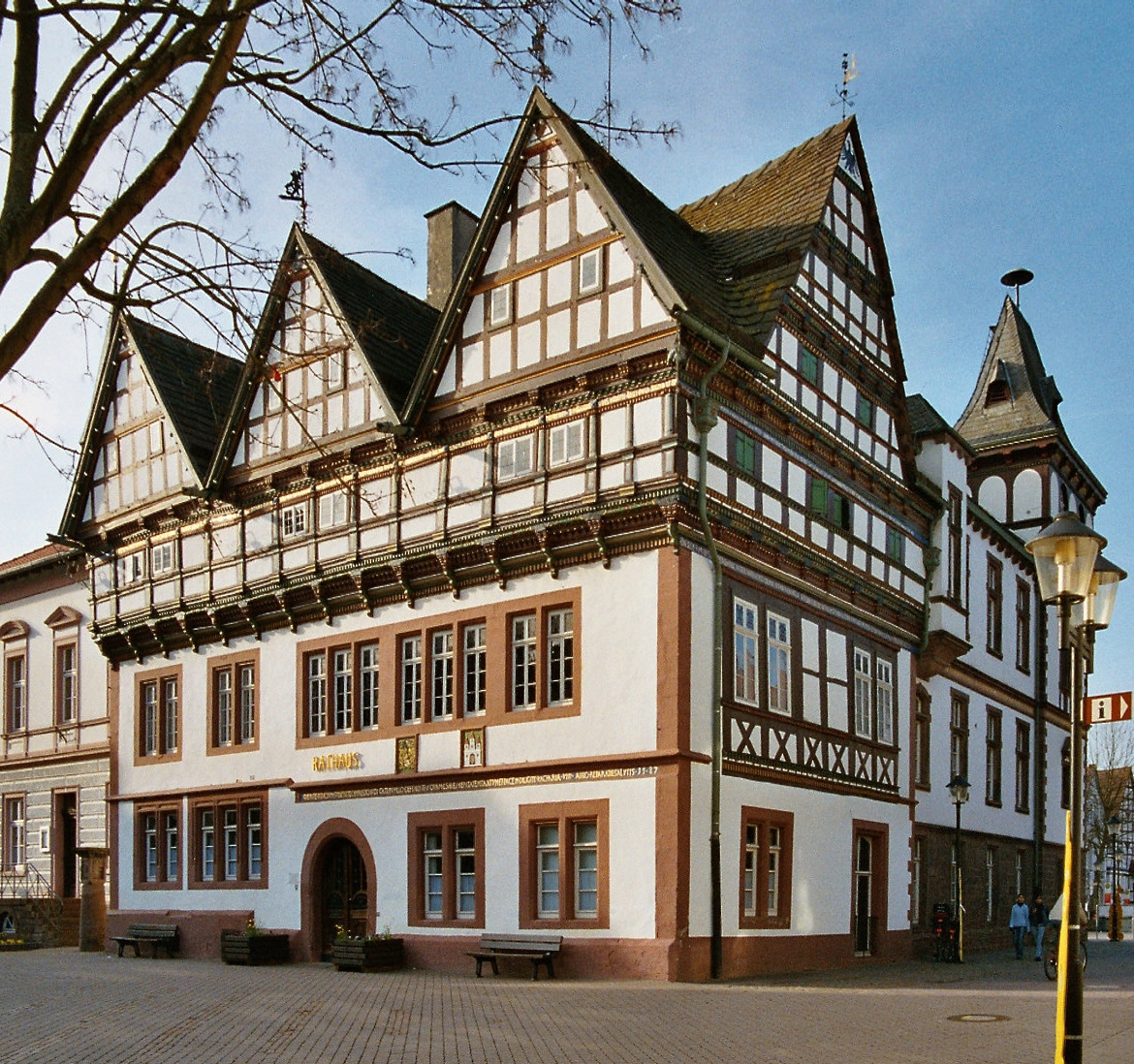
Rathaus in Blomberg

Das Rathaus ist ein denkmalgeschütztes Profangebäude in Blomberg, einer Stadt im Kreis Lippe in Nordrhein-Westfalen.

## Geschichte und Architektur
Ein Vorgängerbau ist für die Zeit nach 1447 nachgewiesen. Dessen gratgewölbter Gewölbekeller wurde in das heutige Haus mit einbezogen.
Der ortsbildprägende Bau wurde von 1586 bis 1587 traufenständig an der Nordseite des Marktes errichtet. Die beiden Untergeschosse wurden von Hans Rade geplant, das vorkragende Fachwerkhalbgeschoss mit den drei auffälligen Zwerchgiebeln entstand nach Entwürfen von Heinrich und Veit Reckkamp. Das Rundbogenportal ist von 1905, über ihm ist ein Wappen von Graf Simon VI. zur Lippe angebracht. Die Konstruktionsglieder des Fachwerks mit vorwiegendem Zahnschnittdekor und Zierschnitzereien wurde nach einem Brand in 1769 erneuert. Der reich geschmückte Giebel der rechten Schmalseite blieb unverändert. An der Rückseite steht ein eklektizistischer  Anbau; er wurde von 1903 bis 1904 mit Ecktürmchen und einem Schweifgiebel, nach Plänen von Landesbaumeister Heinrich Ludwig Knoop errichtet.
Der Rathaussaal wurde von 1966 bis 1971 restauriert. Die Stuckdecke wurde nach im Nachbarraum gefundenen Fragmenten rekonstruiert. Der mit 1613 bezeichnete Werksteinkamin, mit einem Wappen der Familie von Kerssenbrock, stammt aus dem Bestand des Detmolder Landesmuseums. Die Reste des reich beschnitzten Wandpaneels sind mit 1614 bezeichnet. Die Bleiglasfenster, darunter auch einige von Ferdinand Müller, wurden von 1904 bis 1920 angefertigt.
Neben dem Rathaus steht eine Schandsäule, die angeblich aus dem 16. Jahrhundert stammen soll.